# Pfarrkirche Schmirn

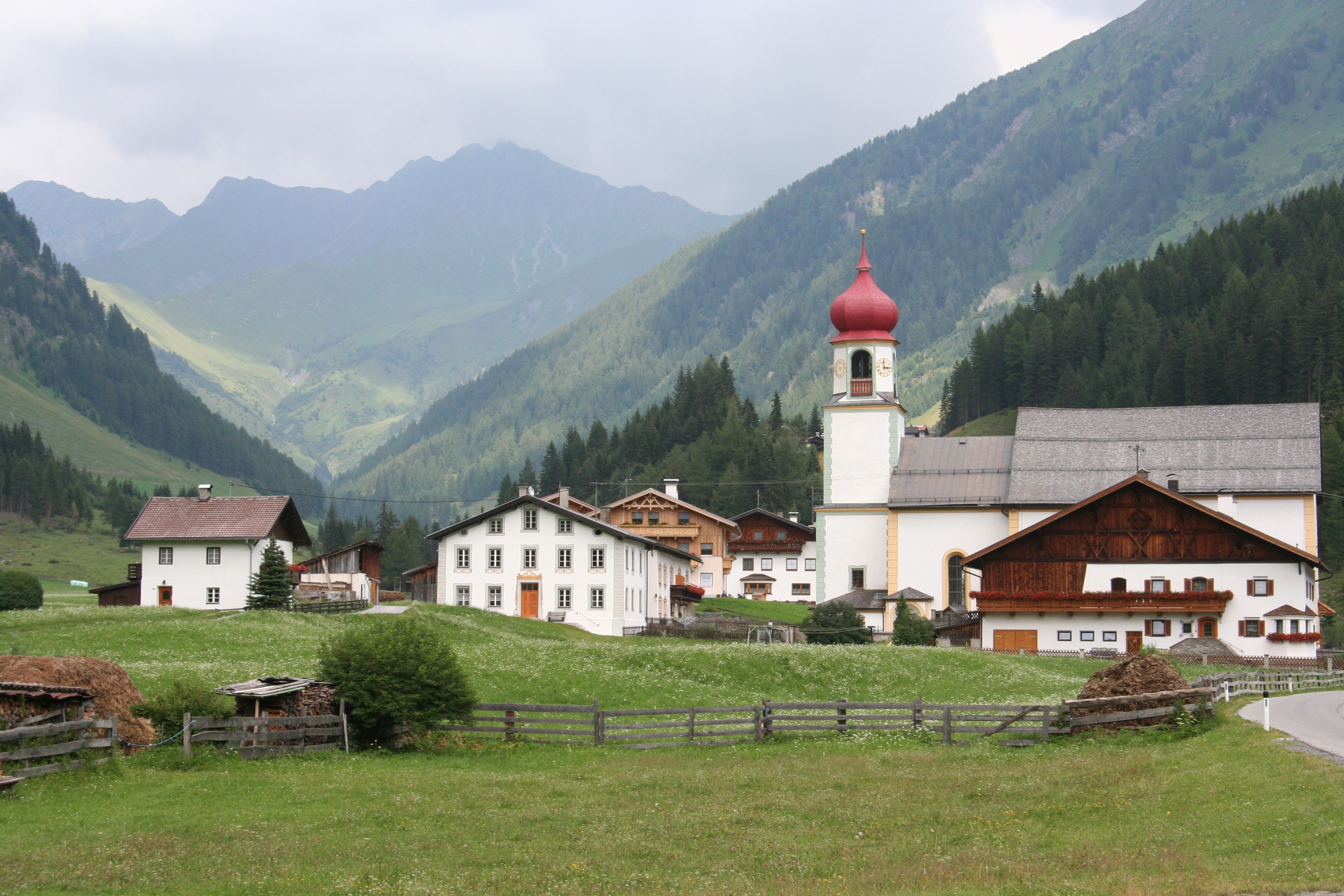
Katholische Pfarrkirche hl. Josef in Schmirn

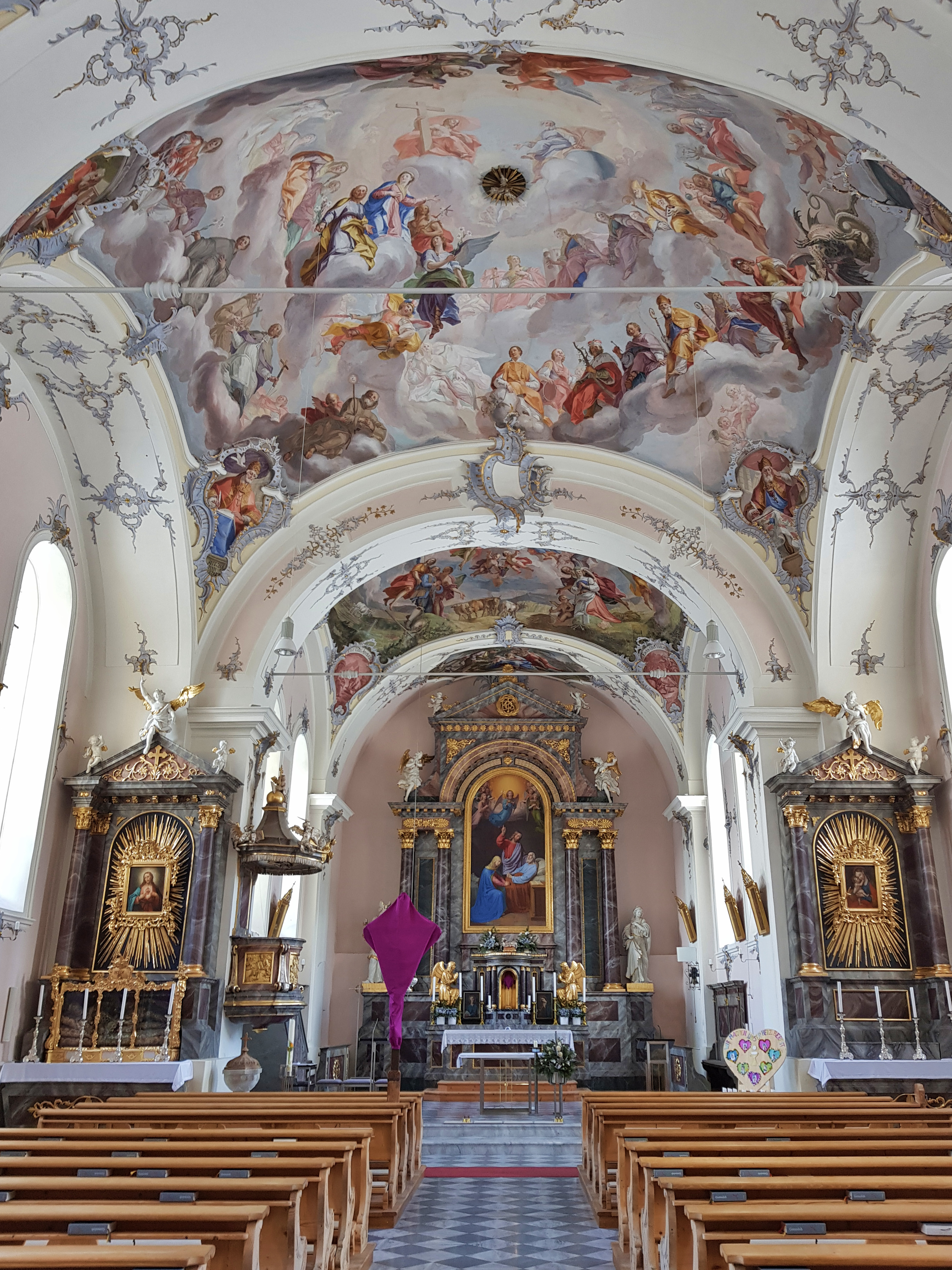
Langhaus, Blick zum Chor

Die Pfarrkirche Schmirn steht auf der ersten Talstufe in der Gemeinde Schmirn im Bezirk Innsbruck-Land in Bundesland Tirol. Die dem Patrozinium hl. Josef unterstellte römisch-katholische Pfarrkirche gehört zum Dekanat Matrei am Brenner in der Diözese Innsbruck. Die Kirche und der Friedhof stehen unter Denkmalschutz (Listeneintrag).

## Geschichte
Die heutige Kirche wurde 1756/57 nach den Plänen von Franz de Paula Penz durch den Baumeister Johann Michael Umhauser erbaut und 1761 geweiht. 1898 und 1959 wurde die Kirche restauriert.

## Architektur
Die spätbarocke Dorfkirche ist von einem Friedhof umgeben.
Das Kirchenäußere zeigt ein einfaches ungegliedertes Langhaus unter einem Satteldach, mit einem flach vortretenden rechteckigen Querschiff und einem gerade schließenden eingezogenen Chor. Daran anschließend steht ein quadratischer Turm, er verjüngt sich und hat ein achteckiges Glockengeschoß mit rundbogigen Schallfenstern und eine abgesetzte Haube. Die südliche Schaufassade der nach Norden orientierten Kirche ist dreiachsig und dreigeschoßig, mit einem rundbogigen Portal und Fenstern, das mittlere Fenster ist zugemauert, ebendort mit einem Fresko hl. Josef vom Maler Jakob Prantl 1958.
An der Ostseite des Langhauses befindet sich in einer Rundbogennische ein Holzkruzifix mit Assistenzfiguren aus 1853. Das Kircheninnere zeigt sparsamen Rokokostuck und Deckenfresken von Anton Zoller und Josef Anton Zoller aus 1757.

## Ausstattung
Die spätklassizistischen Altäre schuf Heinrich Reinisch 1843. Eine Glocke nennt Dionysius Schulthes 1589.